# Ferdinand von Bismarck
Ferdinand Herbord Ivar Graf von Bismarck-Schönhausen (* 22. November 1930 in London; † 23. Juli 2019 in Reinbek) war ein deutscher Rechtsanwalt und Chef des Hauses Bismarck-Schönhausen. Als solcher nannte er sich ab 1975 „Fürst von Bismarck“.

## Leben
Ferdinand von Bismarck wurde in London als zweites von sechs Kindern des Diplomaten Otto Fürst von Bismarck (1897–1975) und dessen schwedischer Gattin, Ann Mari Tengbom (1907–1999), einer Tochter des Architekten Ivar Tengbom, geboren. Er war ein Urenkel des ersten deutschen Reichskanzlers Fürst Otto von Bismarck (1815–1898).
Ferdinand von Bismarck wuchs zunächst in London und Rom auf, wo sein Vater als Diplomat eingesetzt war. Nachdem dieser wegen Verbindungen zum Widerstand im November 1944 aus dem Auswärtigen Dienst entlassen worden war, schickte er seinen zuvor auf eine Auslandsschule in Rom gegangenen Sohn zur mütterlichen Familie nach Schweden, wo er die Schule in Stockholm besuchte. Er lebte dort bei seinen Großeltern in einem Nebengebäude von Schloss Drottningholm. Nach seiner Rückkehr nach Deutschland 1947 besuchte er das Internat Schloss Salem, wo er das Abitur machte. Dann arbeitete Bismarck zunächst auf einer Kaffeefarm in Brasilien. Nach einer Bankausbildung studierte er Volkswirtschaft in Köln und Rechtswissenschaften in Freiburg. Das Jurastudium beendete er mit dem Referendarexamen. Nach dem Referendariat erwarb er 1960 das Assessorexamen in Freiburg.
Er begann seine Berufslaufbahn 1961 als Jurist im Verwaltungs- und Hauptverwaltungsrat der EWG in Brüssel. 1967 ließ er sich als Anwalt in Hamburg nieder. Anfang der 1970er Jahre etablierte sich Bismarck auch als Immobilienunternehmer und war Gründer des Marbella Hill Clubs, einer großen Immobilienentwicklung mit zahlreichen verkauften Baugrundstücken für Privatvillen, sowie Eigentümer des Park Palace, eines Hochhauskomplexes in Monte Carlo. Er lebte auf Schloss Friedrichsruh und verwaltete das Erbe seiner Familie. Dieses umfasste unter anderem den 6000 Hektar großen Sachsenwald sowie die Fürstlich von Bismarck’sche Brennerei GmbH in Friedrichsruh. Ferdinand von Bismarck war Vorsitzender des Beirats der Stiftung Herzogtum Lauenburg sowie Beiratsmitglied der Dresdner Bank.

Fürstliches Wappen Bismarck nach dem Diplom von 1873

Von Bismarck war evangelisch. Ab August 1960 war er mit der aus Belgien stammenden Komtess Elisabeth Lippens (1939–2023) verheiratet, deren Vater, Graf Léon Lippens, Bürgermeister des flämischen Küstenbadeortes Knokke war. Der Großvater seiner Frau, Comte Maurice August Lippens (1875–1956), verantwortete als Generalgouverneur die Kolonialisierung des Kongo für Belgien und war Minister unter König Leopold III. Aus der Ehe gingen vier Kinder hervor: Carl-Eduard (* 1961), Gottfried (1962–2007), Gregor (* 1964) und Vanessa (* 1971). Sein Patensohn ist König Willem-Alexander der Niederlande, dessen Vater Claus von Amsberg ein Studienfreund Bismarcks war; dieser war 1966 auch Trauzeuge bei der Hochzeit von Claus mit Prinzessin Beatrix. Zu den Gästen in Friedrichsruh zählten neben diesen auch die Könige Carl XVI. Gustaf von Schweden und Juan Carlos I. von Spanien mit ihren Ehefrauen sowie Herzog Edward von Windsor und Wallis Simpson.
Im Jahr 1975 wurde Ferdinand Fürst von Bismarck Chef des Hauses Bismarck. Der Sachsenwald war bereits von den vorangegangenen Generationen an seinen Rändern teils als Bauland aufgesiedelt worden, was Ferdinand fortsetzte. Ab 1976 war von Bismarck Verwalter des Forstguts Friedrichsruh. Von den bis heute verbleibenden forstwirtschaftlichen Flächen von 6000 Hektar veräußerte Ferdinand sukzessive Teile an Eberhart von Rantzau, den Miteigentümer der Deutschen Afrika-Linien. Im Besitz Bismarcks verblieben 4500 Hektar mit dem Schloss Friedrichsruh samt Park und Nebengebäuden.
Ab 1994 engagierte er sich in der „Otto-von-Bismarck-Stiftung“.
Ferdinand von Bismarck veröffentlichte unter anderem das Buch Setzen wir Deutschland wieder in den Sattel. Damit erinnert er an seinen Urgroßvater Otto von Bismarck, der 1871 formuliert hatte: „Setzen wir Deutschland, sozusagen, in den Sattel! Reiten wird es schon können“.
Am 23. Juli 2019 starb er im St. Adolf-Stift in Reinbek.

## Politik
Von der aktiven Politik auf Bundes- oder Landesebene hielt sich von Bismarck im Gegensatz zu seinem Vater Otto und seinem Sohn Carl-Eduard fern; er war aber seit den 1970er Jahren Mitglied der CDU und mehrere Jahre Ortsvorsitzender in Aumühle. Bismarck galt als konservativ und war Schirmherr des Bismarckbunds e. V.
Im Jahre 2008 machte von Bismarck mit einem an eine Vielzahl von Privathaushalten gesendeten Rundschreiben auf sich aufmerksam, bei dem er „aus ernster Sorge um Deutschland“ beklagte, dass „Deutschland nach links driftet“, da die Linkspartei bei den Wahlen in Bremen, Hessen, Niedersachsen und Hamburg jeweils die Fünf-Prozent-Hürde nehmen konnte und in den Landtag einzog.

## Publikationen
- Anmerkungen eines Patrioten. Langen Müller, München 1998, ISBN 3-7844-2700-6.
- Setzen wir Deutschland wieder in den Sattel. Neue Anmerkungen eines Patrioten. Langen Müller, München 2004, ISBN 3-7844-2959-9.
- Vorwort zu Volker Ullrich: Bismarck. The Iron Chancellor. Haus, London 2008, ISBN 978-1-904950-84-4.